# حبس
حبس (انگلیسی: Imprisonment)، محدود کردن آزادی شخص برخلاف میل و انتخاب خود است. حبس ممکن است به هر دلیلی خواه توسط مقامات دولتی یا توسط شخصی که بدون داشتن اختصارات قانونی عمل می‌کند صادر شود. در مورد دوم «حبس کاذب یا حبس غیرقانونی» به آن اطلاق می‌شود. حبس لزوماً به معنای یک مکان برای حبس نیست، بلکه ممکن است با هرگونه استفاده یا نمایش زور (مانند گذاشتن دستبند)، به‌طور قانونی یا غیرقانونی، در هر جایی که نمایش داده شود، حتی در خیابان باز اعمال شود. مردم در هر کجا که باشند، تنها با حرف یا عمل یک افسر پلیس مجاز که در این مورد آموزش و تعلیم دیده است، زندانی می‌شوند. با این حال، معمولاً حبس به معنای حبس واقعی (زندانی شدن) در زندانی است که طبق مقررات قانون برای این منظور استفاده شده است.